# Zimirina deserticola
Zimirina deserticola är en spindelart som beskrevs av Raymond Comte de Dalmas 1919. Zimirina deserticola ingår i släktet Zimirina och familjen Prodidomidae.
Artens utbredningsområde är Algeriet. Inga underarter finns listade i Catalogue of Life.